# James Graham Fair
James Graham Fair (Clogher, 3 december 1831 – San Francisco, 28 december 1894) was een Iers-Amerikaans ondernemer, miljonair en politicus. Nadat hij op slag schatrijk was geworden als gedeeld eigenaar van een aantal succesvolle zilvermijnen op de Comstock Lode in Nevada, begon hij te investeren in vastgoed en spoorwegen in Californië. Van 1881 tot 1887 zetelde Fair als Democraat in de Senaat namens Nevada. Zijn dochter Virginia huwde William Kissam Vanderbilt II en werd een filantrope.
- International Standard Name Identifier: 0000 0000 2579 2359
- Library of Congress Control Number: n85377110
- SNAC: w6gj034q
- Biographical Directory of the United States Congress: F000002
- Virtual International Authority File: 77779732
- WorldCat: E39PBJrRdVyVXjjB4hfv9KYgKd